# Остання ніч Шахерезади
«Остання ніч Шахерезади» — третій радянський художній фільм з циклу, знятого на кіностудії «Таджикфільм» і сирійській кіностудії «Ганем-фільм» у 1987 році за мотивами казок «Тисяча й одна ніч».

## Сюжет
Цар Шахріяр, насолодившись танцями своїх наложниць, просить Шахерезаду розповісти йому історію про Маруфа-башмачника.
Коли настав ранок, і зник темний покрив ночі і таємниці, Маруф раптом побачив, як розсіялася в пустелі пил, і його караван, як ні в чому не бувало, продовжував свій шлях. На ранок третього дня караван увійшов в місто нашого Всемилостивого каліфа. Зустрівшись з каліфом, Маруф доповів йому про повідомлення від гінця про напад двох тисяч вершників-кочовиків на караван. Як тільки Маруф з'явився на чолі своїх п'ятисот воїнів, кочівники розбіглися в різні боки, і тепер їх можна було переловити в пустелі по одному. Каліф дотримується обіцянки віддати Маруфу в дружини свою дочку Есмегюль, але за умови, що у нього не з'явиться причини для раптового зникнення з палацу.
Есмегюль наспівує пісню про свого обранця-садівника, який увірветься в її персиковий сад, а в цей час перший візир каліфа Джафар намагається запевнити свого повелителя, що Маруф — фокусник і шахрай, і він виведе башмачника на чисту воду. Каліфу ж потрібен купець, який поповнить казну. Джафар зустрічається з купцем Алі. Алі під тортурами розповідає візиру, що Мару-башмачник з Місра, його вигнала лиха жінка, йому допомагає Джинн.
Маруфу не терпиться справити весілля з Есмегюль, він приходить до каліфа, і тут в палаці з'являється дружина Маруфа, вимагаючи повернути свого чоловіка і судити його за те, що він бив, принижував і вигнав її з дому, і що тепер вона відчуває постійні приниження. Маруф викликає Джинна, загадує бажання заткнути дружині рот, той виконує, всі зрозуміли, що Маруф — чаклун. Але тепер Маруф просить Джинна, щоб і йому, і їй було добре. Джинн переносить її в райський куточок, зробивши її Царицею джунглів.

## У ролях
- Олена Тонунц — Шахерезада
- Тахір Сабіров — каліф Шахріяр
- Улугбек Музаффаров — Маруф-башмачник з Містри
- Тамара Яндієва — принцеса Есмігюль, дочка каліфа
- Гада Альшама — Амаль
- Абдусалам Аль-Таїйб — повелитель Тіулі-Кос
- Мазхар Альхакім — Масрур, головний кат Тіулі-Коса
- Геннадій Четвериков — Джинн
- Хайсам Балані — Гасан
- Іван Гаврилюк — візир Джаффар
- Заріна Хушвахтова — Фатіма, дружина Маруфа
- Убайдулло Омон — Абу-Табак
- Хатам Нуров — купець
- Бурхон Раджабов — купець Алі
- Ісмат Ашуров — епізод
- Ісфандієр Гулямов — епізод
- Галіб Ісламов — епізод
- Садик Мурадов — епізод
- Імомберді Мінгбаєв — епізод
- Махамадалі Мухамадієв — епізод
- Ахмад Файзієв — епізод
- Олена Ханга — епізод
- Хашим Рахімов — епізод
- Азат Шаріпов — епізод
- Фармон Ергашев — епізод
- Гада Башшур — епізод
- Галія Ізмайлова — епізод
- Маліка Калантарова — епізод
- Рушана Султанова — епізод
- Фажер — епізод

## Знімальна група
- Режисер — Тахір Сабіров
- Сценаристи — Валерій Карен, Тахір Сабіров
- Оператор — Рустам Мухамеджанов
- Композитор — Геннадій Александров
- Художники — Костянтин Аваков, Леонід Шпонько